# Dino 206 S
Pour les articles homonymes, voir Ferrari.
Les Dino 206 S ou Ferrari Dino 206 S sont des voitures sport-prototypes du constructeur automobile italien Dino (filiale de Ferrari) fabriquée en 1966 à 18 exemplaires par la Scuderia Ferrari pour la compétition automobile.

## Historique
Peu avant sa disparition précoce à 24 ans, Dino Ferrari (fils d'Enzo Ferrari) et les ingénieurs Ferrari Vittorio Jano, Franco Rocchi, et Carlo Chiti, conçoivent le moteur V6 avec lequel une Ferrari 156 de la Scuderia Ferrari remporte le championnat du monde de Formule 1 1961. Pour honorer la mémoire de son fils, Enzo donne son prénom à une série de Ferrari Dino à moteur V6, dont les Fiat Dino, Dino 206 GT, Dino 246 GT/GTS, Ferrari Dino 166 F2, Ferrari Dino 196S, Dino 208 GT4 et 308 GT4...

Concours d'élégance Villa d'Este 2015
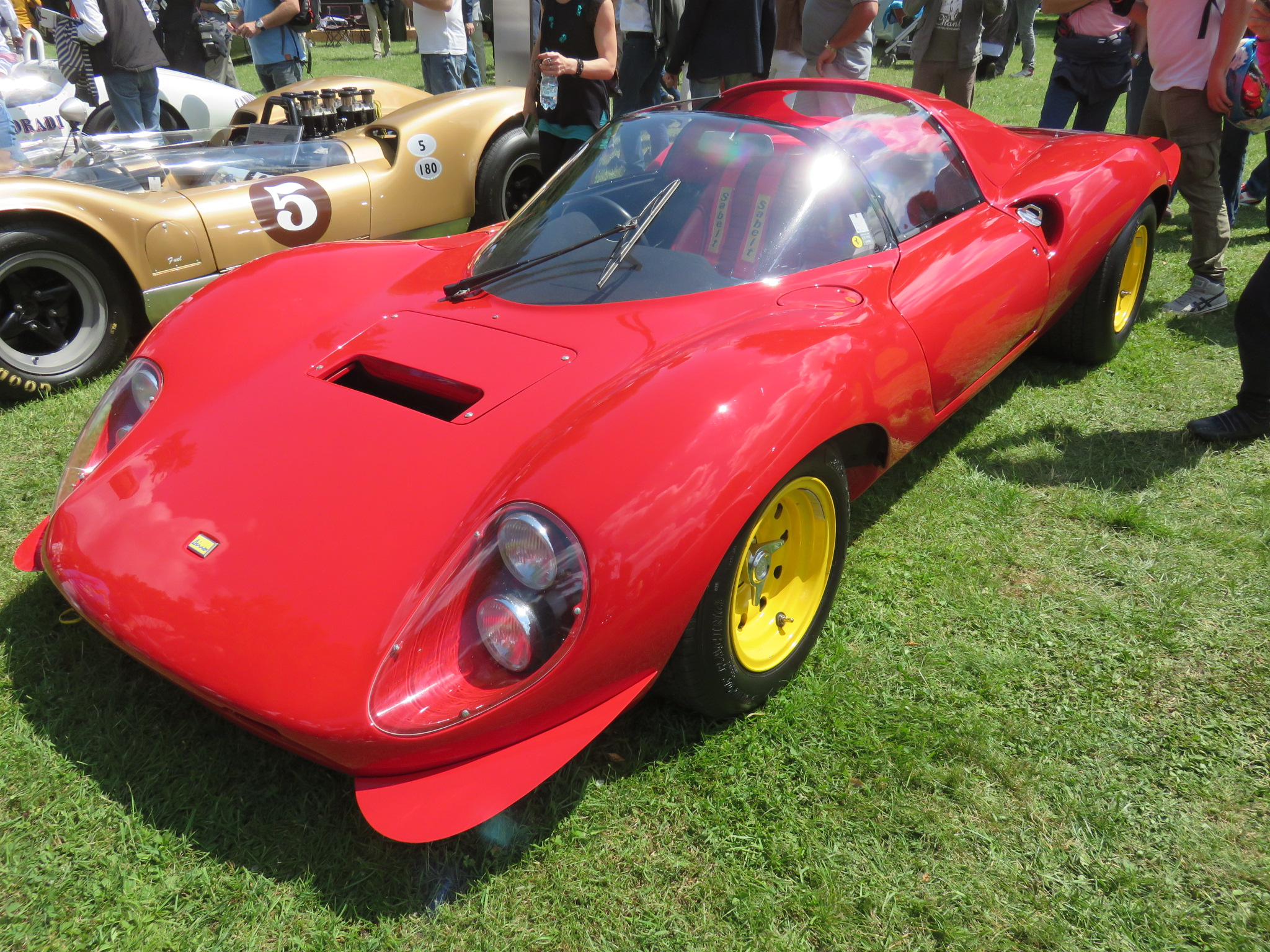
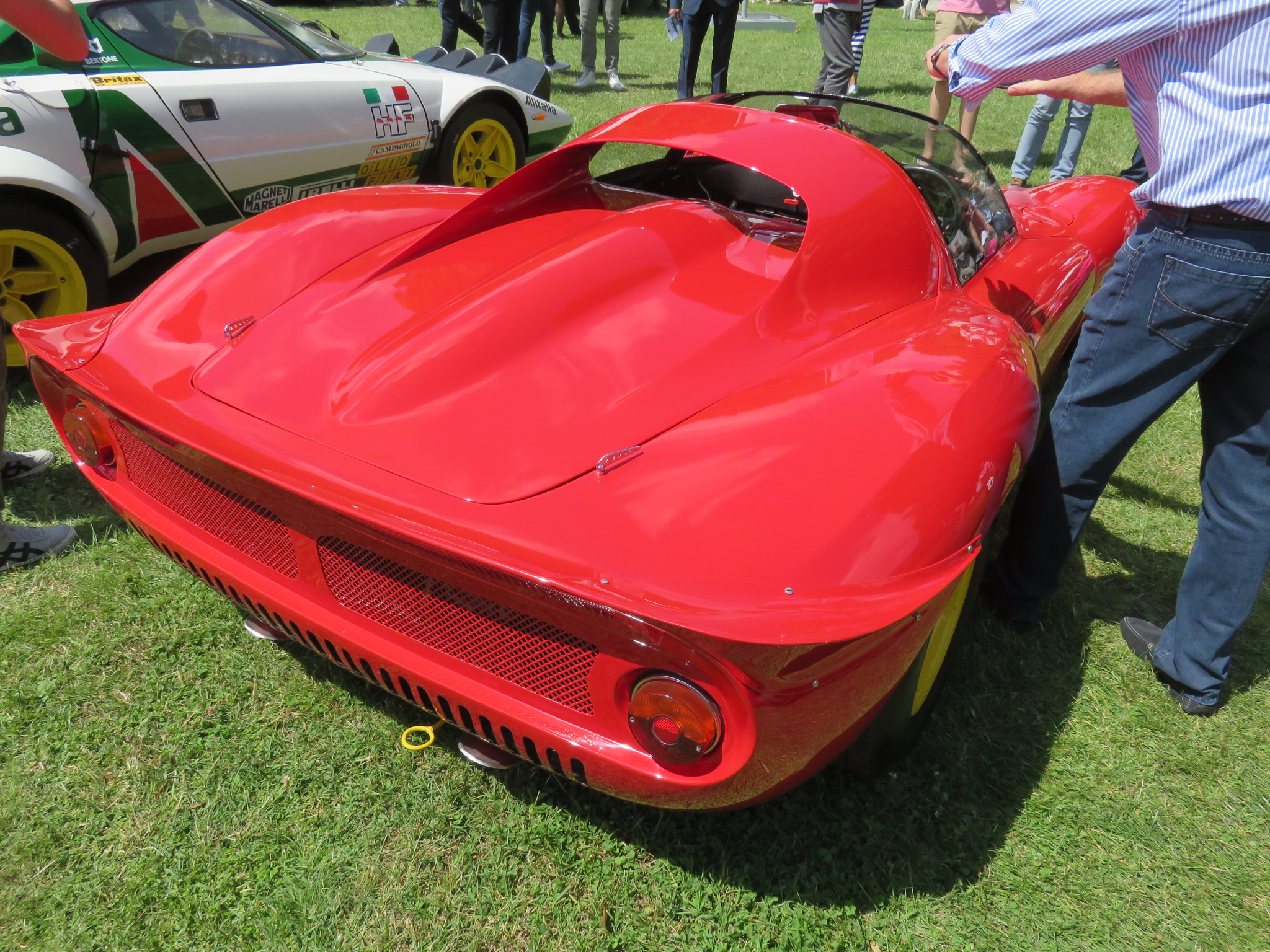
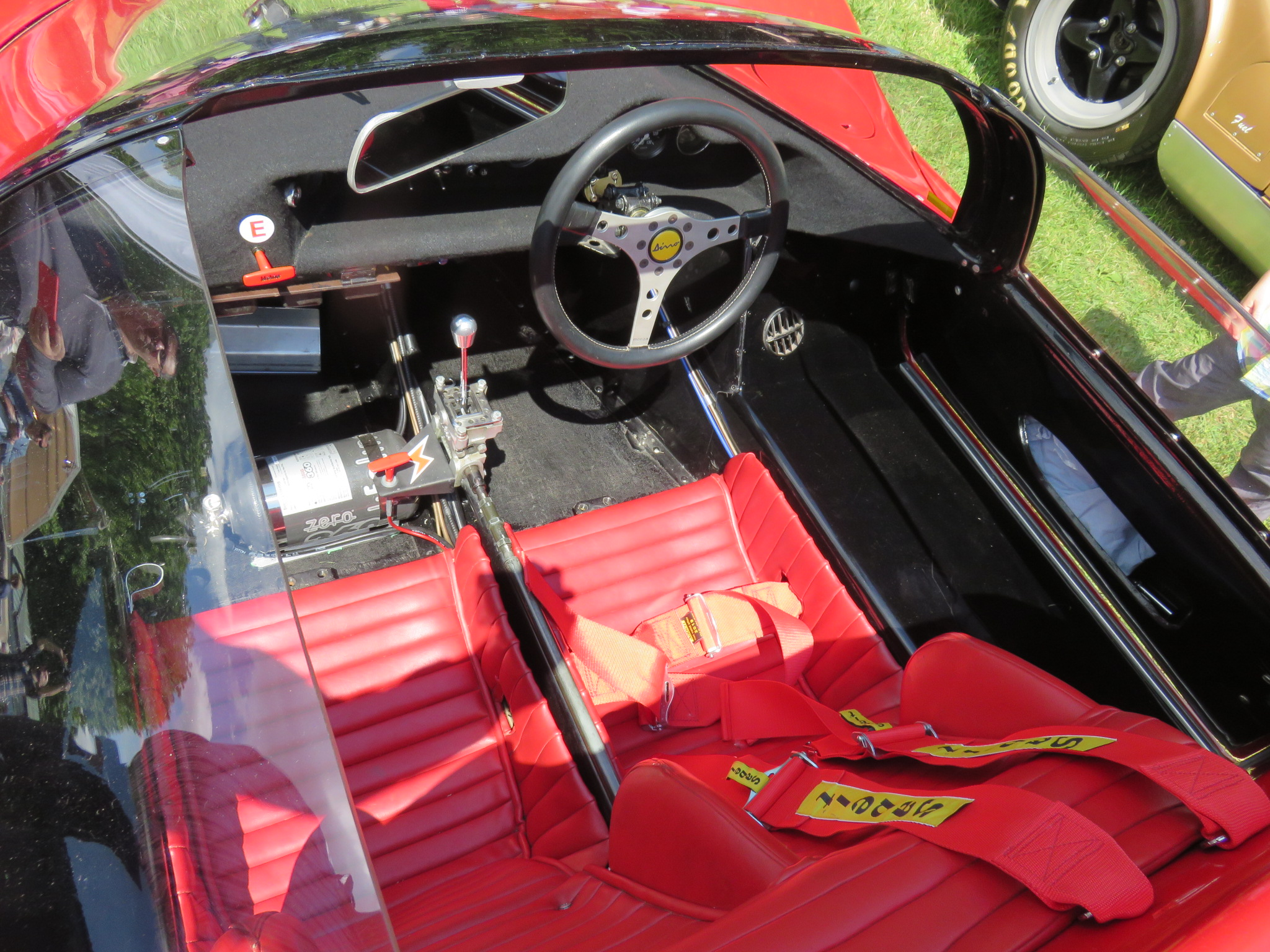

Cette 206 S succède aux Dino 206 P / Dino 206 SP de 1965, avec un moteur V6 de 2 Litres à injection Lucas de type « Dino », et une carrosserie du pilote designer Piero Drogo, inspirée des Ferrari 330 P3 à moteur V12 de Formule 1 de cette même année.

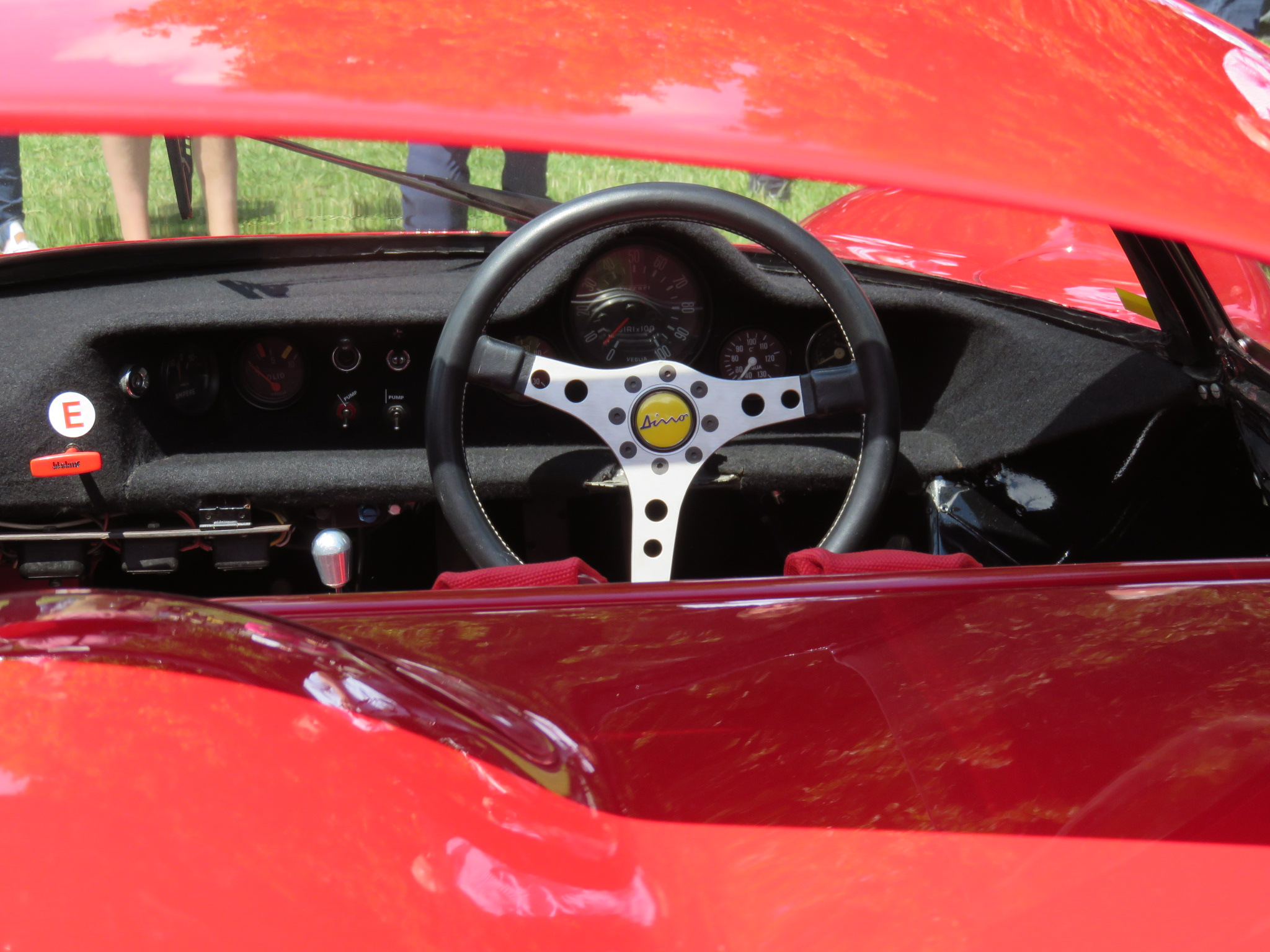
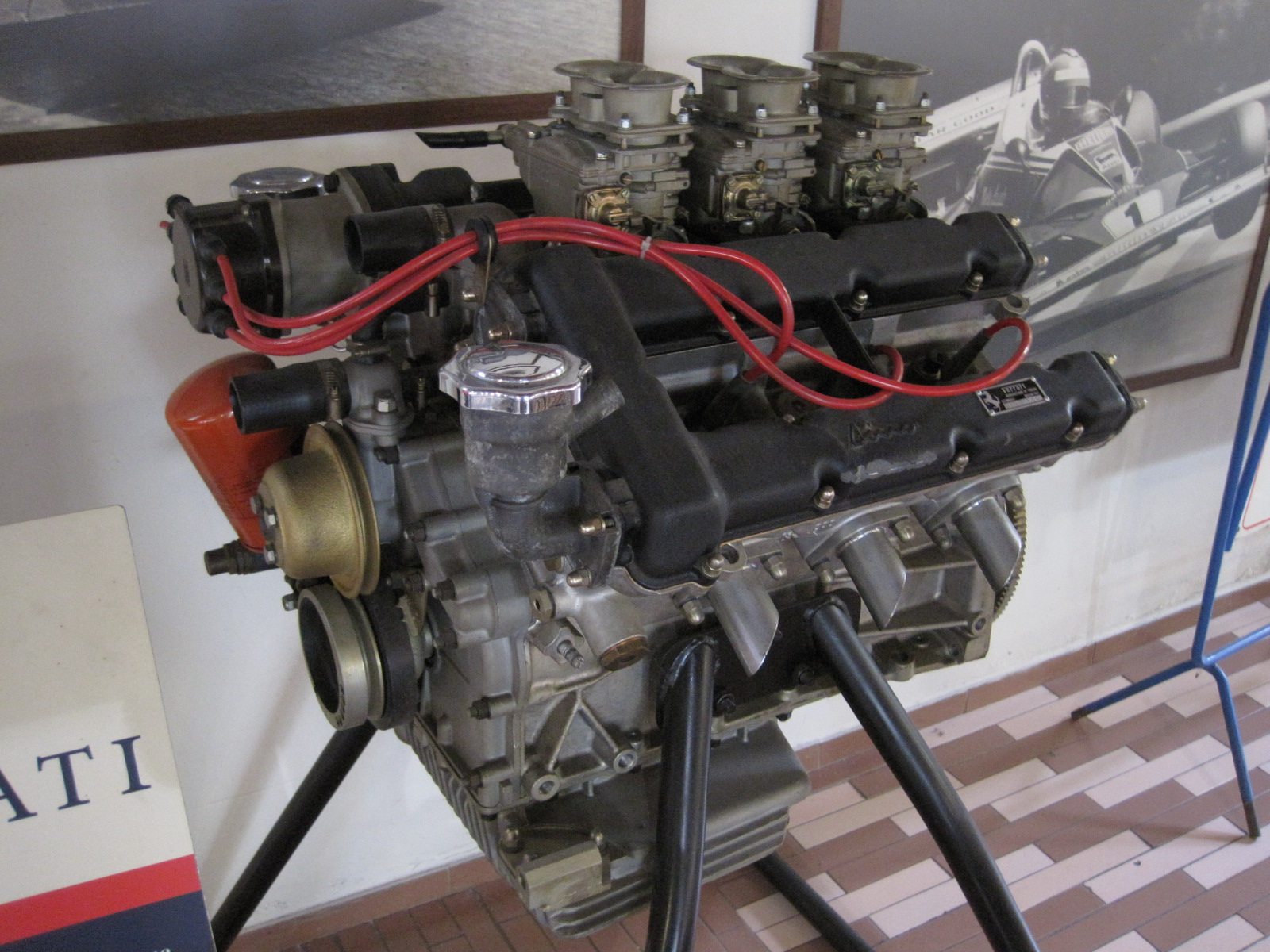
Moteur V6 « Dino »

Elle commence la compétition avec les 12 Heures de Sebring 1966 en Floride, pour le championnat du monde des voitures de sport, et remporte 13 victoires, pour 25 podiums, et 12 victoires de course sont enregistrés.

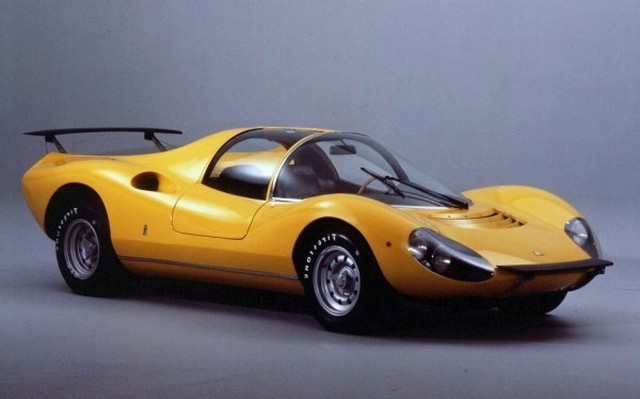
Variante Berlinetta de 1968
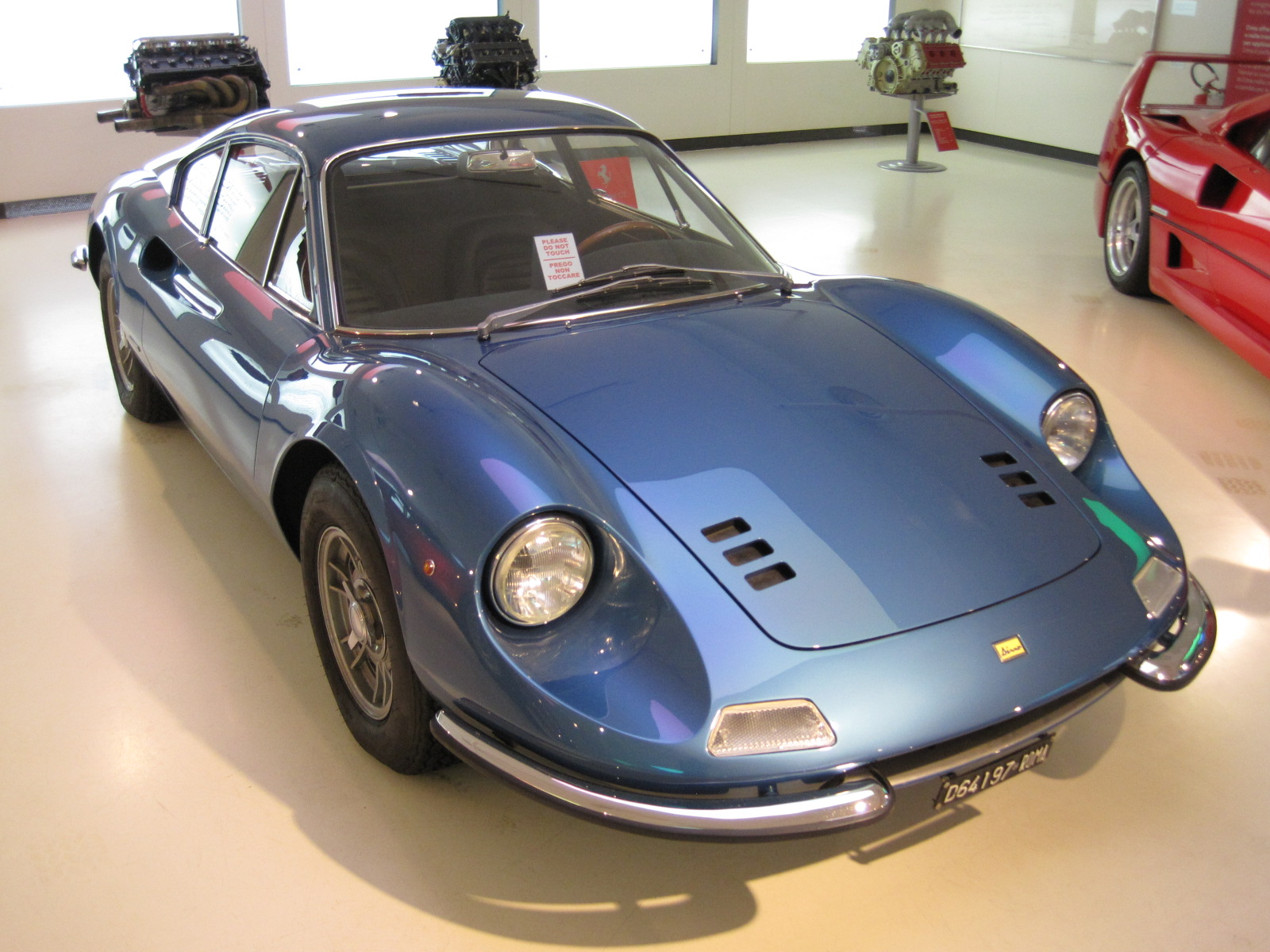
Dino 206 GT de 1965
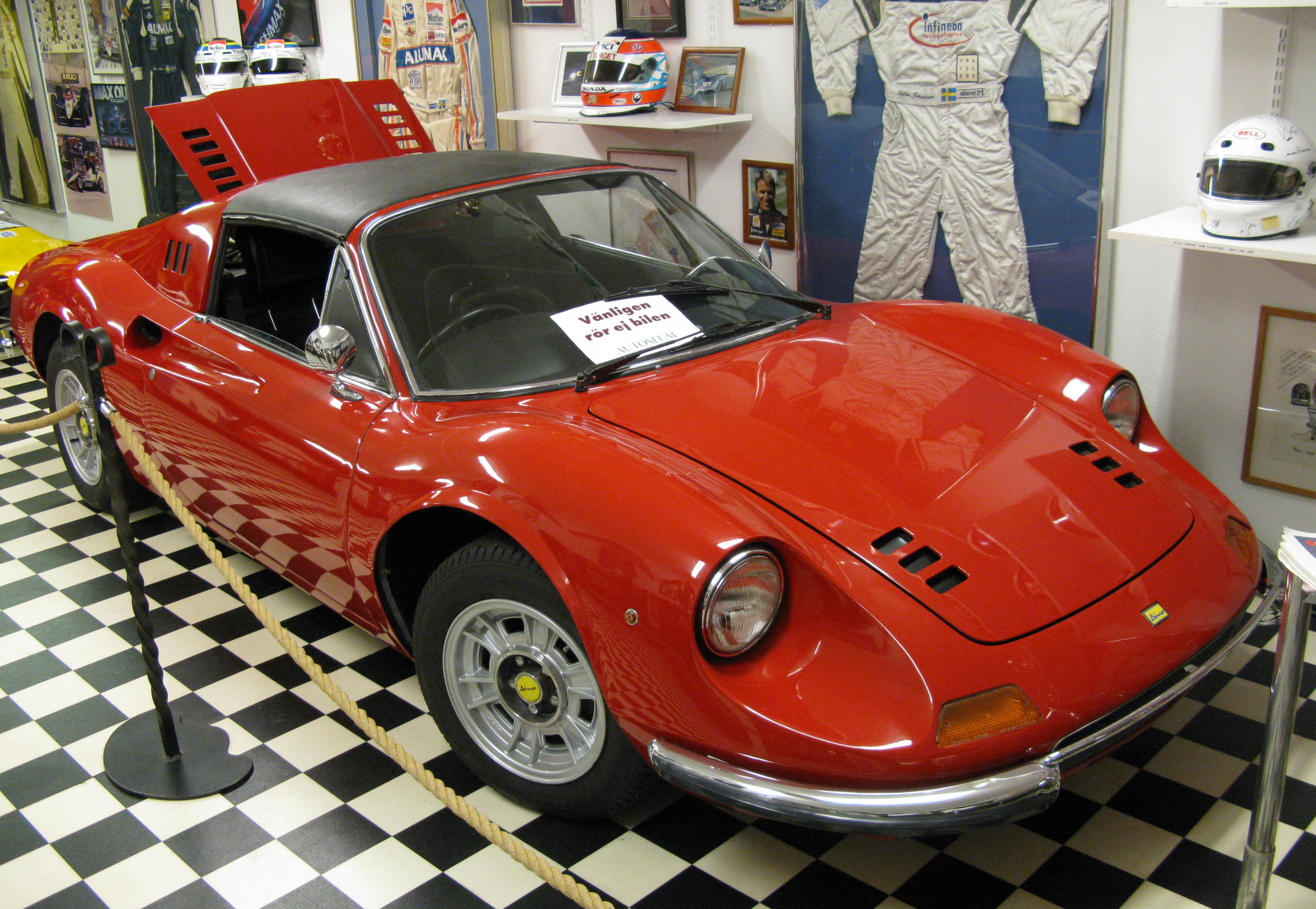
Dino 246 GT/GTS de 1969

La version GT Dino 206 GT du mondial de l'automobile de Paris 1965 est vendue à 150 exemplaires, et son évolution Dino 246 GT/GTS du Salon international de l'automobile de Genève 1969 est vendue à 3761 exemplaires.